# Elisabeth Maag-Kaeser
Elisabeth „Lissi“ Maag-Kaeser (* 18. Januar 1882 in München als Elisabeth Kaeser; † 27. Oktober 1953 ebenda) war eine deutsche Lehrerin und Abgeordnete.

## Werdegang
Kaeser trat 1919 in die SPD ein. Von 1920 bis 1924 und von 1928 bis 1932 war sie Abgeordnete im Bayerischen Landtag. Sie setzte sich insbesondere für Chancengleichheit von Mädchen beim Zugang zu Bildung ein. 1933 wurde sie aus politischen Gründen aus dem Schuldienst entlassen.
Nach Ende des Zweiten Weltkriegs wurde sie rehabilitiert. 1946 gehörte sie der Verfassunggebenden Landesversammlung an. Das Bayerische Staatsministerium für Unterricht und Kultus setzte sie als Referentin für Mädchenbildung ein.

## Ehrungen
- 1952: Verdienstkreuz (Steckkreuz) der Bundesrepublik Deutschland
- 2011: Benennung der Lissi-Kaeser-Straße im Münchner Stadtbezirk Schwabing-West